# Sander Kaasjager

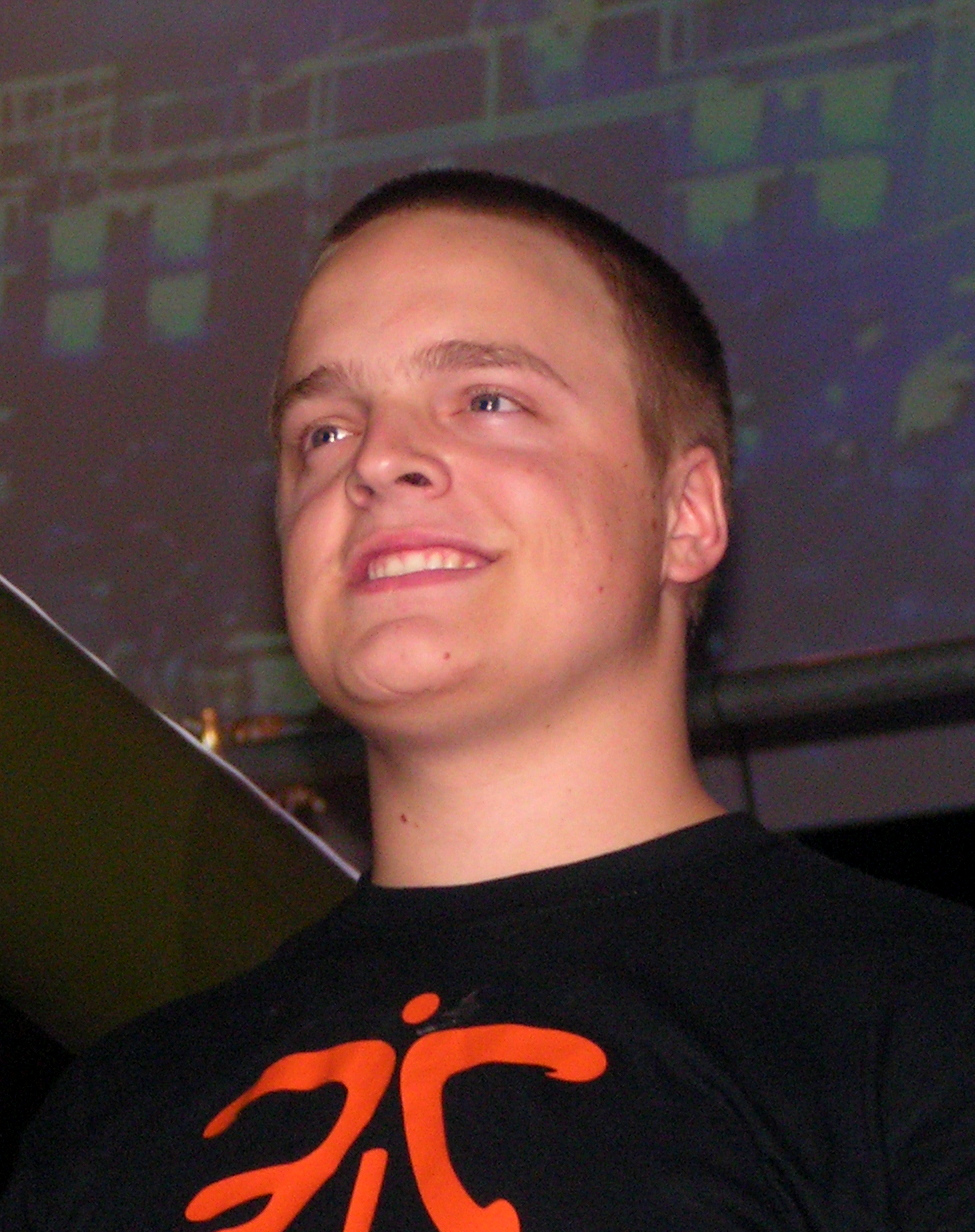
Sander „Vo0“ Kaasjager (2005)

Sander „Vo0“ Kaasjager (* 21. Juni 1985 in Naarden, Niederlande) ist ein niederländischer E-Sportler. Er spielt zurzeit Quake für den Clan fnatic.
Im Jahr 2005 feierte Kaasjager in dem Computerspiel Painkiller seine größten Erfolge. Er nahm an der mit einer Million US-Dollar dotierten CPL World Tour teil und gewann fünf von neun World-Tour-Stops. Zwar musste er sich auf den CPL World Tour Finals Johnathan „Fatal1ty“ Wendel geschlagen geben, dennoch gilt er weithin als der erfolgreichste Painkiller-Spieler aller Zeiten. Während der CPL World Tour verdiente Kaasjager insgesamt 252.000 US$.

## Karriere
Die professionelle E-Sport-Laufbahn von Sander „Vo0“ Kaasjager begann mit Quake III CPMA, einer besonders schnellen Mod von Quake III, in der er als einer der stärksten Spieler Europas galt. In Painkiller, dem zweiten Spiel, das der Niederländer professionell spielte, dominierte er 2004 sämtliche Wettbewerbe und sicherte sich auf dem Electronic Sports World Cup seinen ersten Weltmeistertitel.
2005 fand die CPL World Tour mit Painkiller als einzige Turnierdisziplin statt. Kaasjager, der die gesamte Zeit über bei fnatic unter Vertrag stand, gelang es, seine Position als bester Spieler der Welt gegen E-Sport-Größen wie Johnathan „Fatal1ty“ Wendel und Benjamin „zyz“ Bohrmann zu behaupten. Er entschied insgesamt fünf von neun World-Tour-Stops für sich und wurde am Ende zum Most Valuable Player der CPL World Tour gewählt.
Auf den CPL World Tour Finals, die vom 20. bis zum 22. November 2005 in New York City stattfanden, standen sich Vo0 und Fatal1ty im großen Finale gegenüber. Der Amerikaner unterlag Kaasjager zuvor bereits im Finale des Upper Brackets, weshalb er gleich zwei Best-Of-Three-Partien gewinnen musste. Wendel entschied beide Runden mit 2:0 und 2:0 für sich und wurde mit 150.000 US$ für den ersten Platz belohnt. Kaasjager bekam für den zweiten Platz 100.000 US$. Trotz der Niederlage im entscheidenden Spiel gilt Kaasjager als der Star der CPL World Tour, was auf seine anfängliche Dominanz zurückzuführen ist.
Kaasjager wurde 2005 mit zwei eSports Awards als Player und Breakthrough of the Year ausgezeichnet.
Die mediale Aufmerksamkeit, die Sander „Vo0“ Kaasjager während und nach der CPL World Tour entgegengebracht wurde, war sehr hoch. Unter anderem erschienen Artikel über ihn in der New York Times, im Wall Street Journal sowie im De Telegraaf und er wurde von MTV, VPRO und RTL 4 gefilmt.
An seinem 21. Geburtstag gab Vo0 sein Karriereende bekannt. Er wollte sich fortan seinem Studium widmen, welches er 2005 für ein Jahr pausiert hatte. Des Weiteren konnte er sich mit dem neuen Turnierspiel Quake 4 nicht anfreunden.
2008 kehrte Sander „Vo0“ Kaasjager als Quake-Spieler in den professionellen E-Sport zu seinem früheren Clan fnatic zurück. Auf seinem ersten offiziellen Turnier nach fast drei Jahren, der holländischen Qualifikation für den ESWC, unterlag er im Finale Lemmy „IF-22“ de Groot. Kurz darauf nahm er an den ESWC Masters of Paris, an der GameGune, der QuakeCon sowie am Electronic Sports World Cup 2008 teil, jedoch ohne es in die Preisgeldränge zu schaffen.
Im folgenden Jahr wechselte Kaasjager zu der amerikanischen Organisation compLexity und trat in Quake-Live-Turnieren an. Er konnte bei den IIEM IV - American Championship Finals in die Runde der letzten Vier einziehen, verpasste bei seinen anderen Turnierteilnahmen jedoch den Einzug in die Endrunden. 2011 pausierte er erneut seine Karriere und beendete sein Maschinenbau-Studium.
2017 gab Kaasjager ein weiteres Mal sein Comeback. Im Spiel Quake Champions trat er von Juni bis Oktober für Mzytro Gaming an. Seinen finanziell größten Erfolg seit seiner Teilnahme am Finale der CPL World Tour konnte er mit dem zweiten Platz bei der Quake World Championship 2017:Duel erreichen. Er gewann einen Anteil am Preisgeld von 50.000 US-Dollar. Nachdem er das Team verlassen hatte, unterzeichnete er einen Sponsorenvertrag mit dem PC-Peripherie-Hersteller SteelSeries, unter dessen Namen er bei Turnieren antrat. Bei den Italian Esports Open verpasste er den Turniersieg gegen den deutschen Marcel „ki1llsen“ Paul.

## Erfolge

### Painkiller
- Electronic Sports World Cup 2004: 1. Platz
- CPL Summer 2004: 1. Platz
- CPL Winter 2004: 1. Platz
- CPL World Tour Stop Türkei: 1. Platz
- CPL World Tour Stop Spanien: 2. Platz
- CPL World Tour Stop Brasilien: 1. Platz
- CPL World Tour Stop Schweden: 1. Platz
- CPL World Tour Stop USA: 2. Platz
- CPL World Tour Stop Großbritannien: 1. Platz
- CPL World Tour Stop Singapur: 2. Platz
- CPL World Tour Stop Italien: 1. Platz
- CPL World Tour Stop Chile: 3. Platz
- CPL World Tour Finals: 2. Platz

### Quake
- ESWC Masters of Paris 2008: Top 16
- GameGune 2008: 8. Platz
- QuakeCon 2008: Top 8
- Electronic Sports World Cup 2008: Top 16
- IEM IV - American Championship Finals: 4. Platz
- Quake World Championship 2017: Sacrifice Tournament: 5. – 6. Platz
- Quake World Championship 2017: Duel Tournament: 2. Platz
- ESL Italian Esports Open 2017: 2. Platz

### World of Warcraft
- WSVG China 2007: 2. Platz